# Falset
Falset egy község Spanyolországban, Tarragona tartományban. Falset Porrera, Pradell de la Teixeta, Marçà, El Masroig, Bellmunt del Priorat és Gratallops községekkel határos. Lakosainak száma 2856 fő (2024).

## Népesség
A település népessége az elmúlt években az alábbi módon változott:
| Lakosok száma | 837  | 3952 | 2647 | 2484 | 2593 | 2627 | 2864 | 2838 | 2834 | 2856 |
|               | 1717 | 1887 | 1936 | 1960 | 1986 | 2004 | 2009 | 2014 | 2019 | 2024 |